# Стальные лисы
«Стальны́е ли́сы» — молодёжная команда по хоккею с шайбой из Магнитогорска. С 2009 года выступает в чемпионате Молодёжной хоккейной лиги.
В сезоне 2009/2010 «Стальные лисы» стали первыми обладателями Кубка Харламова, главного трофея Молодёжной хоккейной лиги. До 2009 года команда была фарм-клубом магнитогорского «Металлурга» и называлась «Металлург-2». Домашние матчи команда проводит на «Арене Металлург».

## Достижения
- Победитель Регулярного сезона 2009/10
- Обладатель Кубка Харламова 2009/10
- Финалист Кубка Харламова 2010/11
- Полуфиналист Кубка Харламова 2011/12
- Обладатель Кубка Восточной конференции 2021/22

## Индивидуальные призы
- 2009/10 Сергей Терещенко — Приз имени Вячеслава Фетисова
- 2009/10 Дмитрий Волошин — Приз имени Владислава Третьяка
- 2009/10 Евгений Корешков — Приз имени Владимира Юрзинова

### Лучшие бомбардиры команды
- 2009/10 — Кирилл Лебелев — 53 (19+34)
- 2010/11 — Даниил Апальков — 60 (22+38)
- 2011/12 — Евгений Григоренко — 72 (33+39)
- 2012/13 — Дмитрий Михайлов — 92 (32+60)
- 2013/14 — Дмитрий Арсенюк — 49 (15+34)
- 2014/15 — Сергей Харытинский — 40 (12+28)
- 2015/16 — Артур Болтанов — 52 (24+28)
- 2016/17 — Игорь Швырёв — 70 (21+49)
- 2017/18 — Константин Дубин — 61 (18+43)
- 2018/19 — Никита Рожков — 63 (28+35)
- 2019/20 — Дмитрий Шешин — 71 (31+40)
- 2020/21 — Руслан Господынько — 38 (16+22)
- 2021/22 — Максим Кузнецов — 65 (37+28)
- 2022/23 — Роман Канцеров — 54 (27+27)

## Участники Кубка Вызова МХЛ
- 2010 — Сергей Терещенко З, Владимир Малиновский Н, Павел Здунов Н, Кирилл Лебедев Н
- 2011 — Максим Игнатович З, Виктор Антипин З, Евгений Григоренко Н, Даниил Апальков Н
- 2012 — Евгений Соловьёв Н, Евгений Григоренко Н
- 2013 — Дмитрий Стулов З, Дмитрий Михайлов Н
- 2014 — Николай Тимашов З
- 2015 — Артём Загидулин В, Андрей Волгин З
- 2016 — Артур Болтанов Н, Виталий Кудрин Н
- 2017 — Артём Икамацких З
- 2018 — Никита Рожков Н, Егор Коробкин Н
- 2019 — Егор Спиридонов Н, Павел Дорофеев Н
- 2020 — Дмитрий Шешин Н
- 2022 — Илья Набоков В, Роман Канцеров Н